# بخش بژانیتسکی
بخش بژانیتسکی (به لاتین: Bezhanitsky District) یک منطقهٔ مسکونی در روسیه است که در استان پسکوف واقع شده‌است.